# دی‌کلروفن
دی‌کلروفن (به انگلیسی: Dichlorophene) با فرمول شیمیایی C۱۳H۱۰Cl۲O۲ یک ترکیب شیمیایی با شناسه پاب‌کم ۳۰۳۷ است. که جرم مولی آن ۲۶۹٫۱۲ g/mol می‌باشد. 